# Június 19.
Június 19. az év 170. (szökőévben 171.) napja a Gergely-naptár szerint. Az évből még 195 nap van hátra.
Névnapok: Gyárfás + Adeodát, Azurea, Deodát, Estella, Gerváz, Hajnal, Hajnalka, Imodzsen, Imogén, Ince, Járfás, Jávor, Juliána, Julianna, Julinka, Liána, Mihaéla, Mihály, Mikó, Rómeó, Romuald, Romvald, Szkilla, Szorina, Sztella, Zóra, Zorina, Zorinka, Zorka

## Események
- 0325 – A Nagy Constantinus császár által Szent Szilveszter pápasága alatt a Jézus személyéről és természetéről vallott nézetek egységesítésére Niceába összehívott első egyetemes zsinaton elfogadják a Niceai hitvallást.
- 0936 – Laonban nyugati frank királlyá koronázzák IV. (Tengerentúli) Lajost.
- 1163 – III. István király serege Székesfehérvárnál legyőzi IV. István seregét; a csatában fogságba esik IV. István is, akit III. István visszaenged támogatójához, I. Manuél bizánci császárhoz.
- 1269 – IX. Lajos francia király sárga csillag viselésére kötelezi a zsidókat.
- 1306 – A methven-i csatában az angolok legyőzik a skót sereget.
- 1348 – Erzsébet magyar anyakirálynő az általa építtetett óbudai prépostság temploma számára  VI. Kelemen pápához folyamodik búcsú engedélyezésért.
- 1541 – A moldvaiak és a törökök Majláth Istvánt ostromolják Fogarason.
- 1547 – A drinápolyi béke, a Habsburg–török háború lezárása.[1]
- 1821 – A drăgășani csata, amelyben az oszmán törökök vereséget mérnek a görög Philikí Etaireía forradalmi társaságra.[2]
- 1867 – Kivégezik I. Miksa mexikói császárt (Habsburg-Lotaringiai Ferdinánd Miksa József osztrák főherceg).
- 1944 – a japán haderő a filippínó-tengeri csatában három repülőgép-hordozót és 476 vadászrepülőgépet veszít, mely akkora veszteség volt, melyet a japán gazdaság már nem tudott pótolni.
- 1953 – Az Amerikai Egyesült Államokban kémkedésért kivégzik Ethel és Julius Rosenberget.
- 1978 – A Jim Davis képregényrajzoló által kitalált Garfield, a macska elnyeri a United Media Feature ügynökség tetszését, és az alkotóval kötött szerződés értelmében a macska-főhősű képregény  41 amerikai lapban jelenik meg.
- 1991 – Elhagyja Magyarországot az utolsó megszálló szovjet katona is,[3] Silov altábornagy személyében.
- 2014 – A spanyol parlament két házának együttes ülésén felesküszik az ország alkotmányára VI. Fülöp király. (Fülöp – a beiktatási ceremóniáktól függetlenül – már királynak számít, mivel 76 éves apja, I. János Károly előző nap ünnepélyesen aláírta a lemondását lehetővé tevő törvényt.)[4]

### Sportesemények
- 1924 – Paavo Nurmi finn hosszútávfutó Helsinkiben az 1500 méteres és az 5000 méteres távon ötven percen belül két világrekordot is futott.

Formula–1
- 1955 –  holland nagydíj, Zandvoort - Győztes: Juan Manuel Fangio  (Mercedes Benz)
- 1960 –  belga nagydíj, Spa-Francorchamps - Győztes: Jack Brabham  (Cooper Climax). Ezen a versenyen vesztette életét Alan Stacey és Chris Bristow.
- 1977 –  svéd nagydíj, Anderstorp - Győztes: Jacques Laffite  (Ligier Matra)
- 1988 –  amerikai nagydíj, Detroit - Győztes: Ayrton Senna  (McLaren Honda Turbo)
- 2005 –  amerikai nagydíj, Indianapolis - Győztes: Michael Schumacher  (Ferrari). Ezt a nagydíjat bojkottálták a Michelin gumiabroncsokat használó csapatok és csak a Bridgestone-t használó csapatok rajtoltak el a versenyen. (Összesen 6-an, a 2 Ferrari, a 2 Jordan és a 2 Minardi.)
- 2016 –  európai nagydíj, Baku City Circuit - Győztes: Nico Rosberg  (Mercedes)

## Születések
- 1566 - I. Jakab angol király (†1625)
- 1623 – Blaise Pascal francia matematikus, fizikus, filozófus, teológus († 1662)
- 1767 – Joseph François Michaud francia történetíró († 1839)
- 1828 – Than Mór magyar festőművész († 1899)
- 1834 – Charles Haddon Spurgeon angol megújult baptista prédikátor († 1892)
- 1854 – Alfredo Catalani olasz romantikus operaszerző († 1893)
- 1871 – Szokolyi Alajos olimpiai bronzérmes atléta († 1932)
- 1897 – Cyril Norman Hinshelwood Nobel-díjas angol vegyész († 1967)
- 1898 – Kerecsényi Dezső irodalomtörténész, kritikus, irodalompedagógus, az MTA tagja († 1945)
- 1899 – Piller György kétszeres olimpiai bajnok magyar vívó († 1960)
- 1902 – Bán Frigyes háromszoros Kossuth-díjas magyar filmrendező, érdemes művész († 1969)
- 1913 – Gyurkovics Mária Kossuth-díjas magyar operaénekes († 1973)
- 1919 – Fábry Pál magyar–amerikai politikus, diplomata, üzletember, a magyarországi Joseph Pulitzer-emlékdíj alapítója († 2018)
- 1919 – Garas Klára magyar művészettörténész († 2017)
- 1920 – Puskás Tibor magyar színész († 1986)
- 1921 – Bakó Jenő magyar úszó, edző, sportvezető, szakíró († 2000)
- 1922 – Aage Niels Bohr Nobel-díjas dán magfizikus, a Nobel-díjas Niels Bohr fizikus fia († 2009).
- 1923 – Bánhalmi Ferenc atléta, rövidtávfutó, sportvezető († 1983)
- 1927 – Bánffy György, Kossuth- és Jászai Mari-díjas színművész († 2010)
- 1930 – Gena Rowlands kétszeres Golden Globe-díjas amerikai színésznő († 2024)
- 1931 – Versényi László magyar színművész, szinkronszínész, a Nemzeti Színház örökös tagja († 2016)
- 1936 – Bács Ferenc Kossuth- és  Jászai Mari-díjas magyar színművész († 2019)
- 1942 – Moammer Kadhafi, líbiai katonatiszt, forradalmár, diktátor († 2011)
- 1945 – Radovan Karadžić egykori szerb politikus, író és pszichológus
- 1945 – Aun Szan Szu Kji burmai politikus, Mianmar (Burma) államtanácsosa
- 1947 – Salman Rushdie indiai író
- 1954 – Kathleen Turner amerikai színésznő
- 1957 – Anna Lindh svéd külügyminiszter († 2003)
- 1957 – Vermes Albán magyar versenyúszó, olimpiai ezüstérmes († 2021)
- 1957 – Michael Maloney angol színész
- 1959 – Christian Wulff német ügyvéd és politikus. 2010-12 között a Német Szövetségi Köztársaság elnöke
- 1964 – Boris Johnson az Egyesült Királyság miniszterelnöke
- 1966 – Silje Nergaard norvég pop- és jazzénekesnő
- 1969 – Molnár László Jászai Mari-díjas magyar színész, rendező
- 1971 – Schiffer András magyar ügyvéd, politikus
- 1972 – Robin Tunney amerikai színésznő
- 1973 – Vágó Piros rádiós műsorvezető
- 1977 – Maria Cioncan román atléta († 2007)
- 1978 – Mark Matkevich amerikai színész
- 1981 – Moss Burmester új-zélandi úszó
- 1982 – Bódi Barbara magyar színésznő
- 1983 – Ben Haggerty amerikai rapper
- 1984 – Benjamin Collier új-zélandi gyeplabdázó
- 1992 – Szomolányi Máté magyar kajakozó
- 1994 – Scarlxrd brit rapper
- 2000 – Vít Krejčí cseh kosárlabdázó

## Halálozások
- 1312 – Piers Gaveston, Cornwall earlje (* 1284 k.)
- 1650 – Matthäus Merian  svájci vésnök (* 1593)
- 1867 – I. Miksa mexikói császár (Habsburg-Lotaringiai Ferdinánd Miksa József osztrák főherceg), kivégezték (* 1832)
- 1844 - Étienne Geoffroy Saint-Hilaire francia biológus (* 1772)
- 1882 – Anton Šerf, szlovén író, költő, katolikus pap (* 1798)
- 1909 – Abafi Lajos irodalomtörténész, könyvkiadó, bibliográfus, lepkész (* 1840)
- 1931 – Börtsök Samu magyar festőművész (* 1881)
- 1933 – Kaarle Leopold Krohn finn folklorista, filológus, költő, az MTA tagja (* 1863)
- 1940 – Albert Reiß német tenor (* 1870)
- 1951 – Egry József magyar festőművész (* 1883)
- 1953 – Rosenberg házaspár (Julius és Ethel) amerikai atomtudósok, kémkedésért halálra ítélték őket (Julius: * 1918) (Ethel: * 1915)
- 1956 – Vlagyimir Afanaszjevics Obrucsev orosz geológus, földrajztudós, felfedező, író (Utazás Plutóniába)  (* 1863)
- 1960 – Jimmy Bryan amerikai autóversenyző (* 1927)
- 1960 – Alan Stacey brit autóversenyző (* 1933)
- 1960 – Chris Bristow brit autóversenyző (* 1937)
- 1979 – Passuth László magyar író, műfordító (* 1900)
- 1985 – Gedő Ilka festőművész, grafikus (* 1921)
- 1986 – Coluche francia színész, humorista (* 1944)
- 1989 – Betti Alver észt költő, író, a 20. századi észt irodalom egyik leghitelesebb és legkarizmatikusabb női alakja (* 1906)
- 1991 – Bakos László magyar orvos, reumatológus (* 1914)
- 1993 – William Golding Nobel-díjas angol író, költő (* 1911)
- 1996 – Balogh Edgár romániai magyar publicista (* 1906)
- 1997 – Olga Georges-Picot francia színésznő (* 1940)
- 2007 – Klausjürgen Wussow német színész (* 1929)
- 2010 – Horkai János Jászai Mari-díjas magyar színművész  (* 1924)
- 2011 – Kende Rezső magyar olimpikon, tornász (* 1908)
- 2013 – Horn Gyula magyar politikus, az MSZP volt elnöke, 1994–1998 között a Magyar Köztársaság miniszterelnöke (* 1932)
- 2013 – James Gandolfini amerikai színész, producer (* 1961)
- 2019 – Horváth Ádám Kossuth-díjas magyar rendező (* 1930)
- 2020 – Ian Holm brit színész (* 1931)

## Nemzeti ünnepek, emléknapok, világnapok
- A 2001. évi XVII. törvény alapján Magyarországon nemzeti emléknap, annak emlékére, hogy az utolsó megszálló szovjet katona 1991. június 19-én hagyta el Magyarországot. (Ehhez kötődően június utolsó szombatja a magyar szabadság napja.)